# John A. Russo
John A. Russo (Clarion, 2 febbraio 1939) è uno sceneggiatore e regista statunitense.

## Biografia
È noto soprattutto per aver scritto in collaborazione con George A. Romero il copione de La notte dei morti viventi (1968). Ha scritto il libro su cui è basato Il ritorno dei morti viventi (1985), il quale ha creato una continuità alternativa a quella di Romero. Lo ritroviamo pure in piccoli ruoli e cameo, il più famoso è lo zombi che per primo viene ucciso ne La notte dei morti viventi.